# Český Krumlov
Český Krumlov [ˈtʃɛskiː ˈkrumlɔf] (anhörenⓘ), deutsch (Böhmisch) Krumau oder Krummau, ist eine Stadt an der Moldau in Südböhmen (Tschechien).
Das Schloss Český Krumlov war im Laufe der Geschichte Sitz mächtiger böhmischer Adelshäuser wie der Witigonen, der Rosenberger und der Schwarzenberg. Die historische Altstadt wurde 1963 zum städtischen Denkmalschutzgebiet und 1992 zum UNESCO-Welterbes erklärt.

## Geografie

### Lage

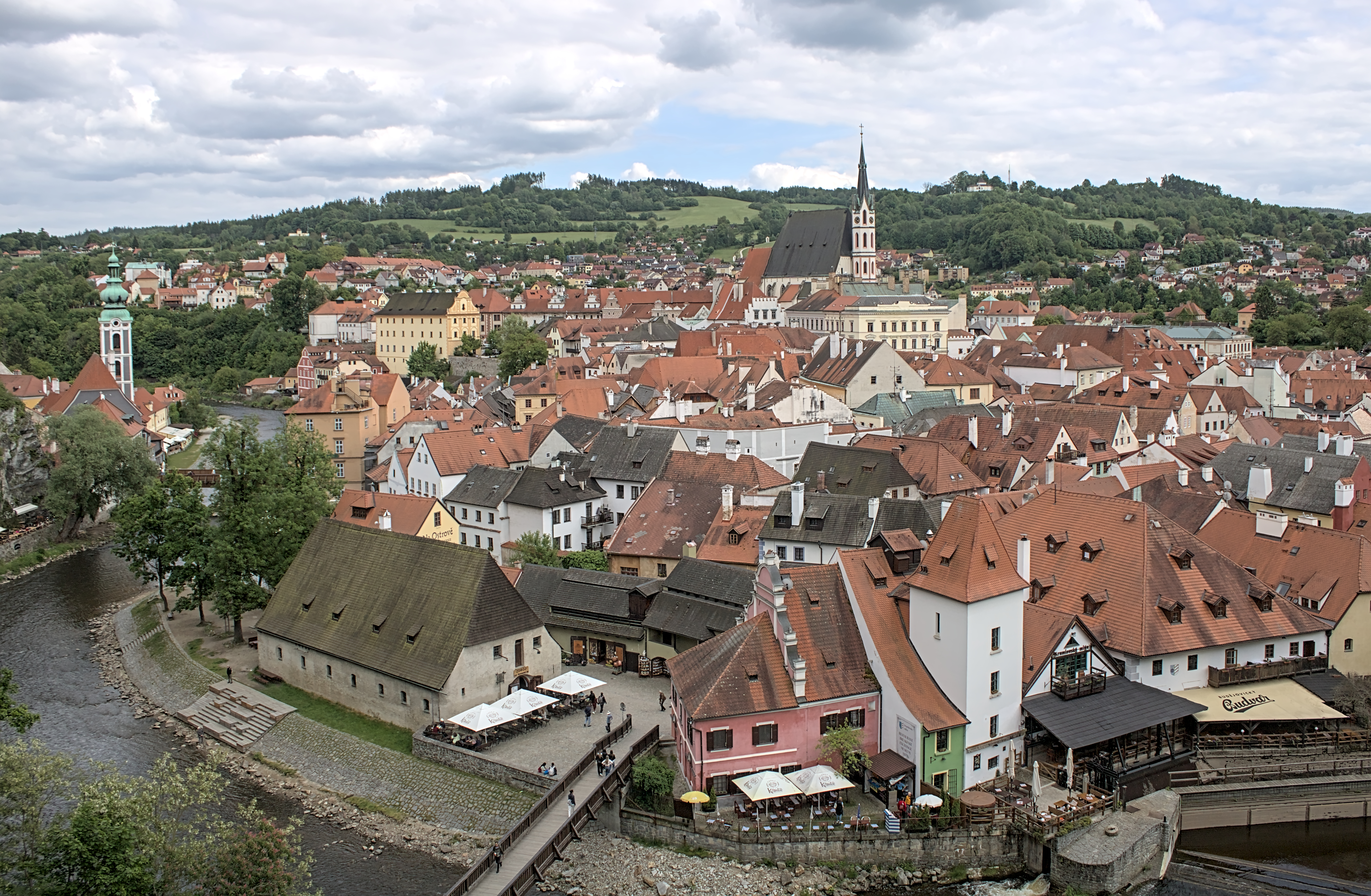
Altstadt von Český Krumlov

Die Stadt liegt an beiden Ufern der Moldau (Vltava), die hier eine Flussschlinge bildet. Diese spiegelt sich auch im Namen „krumme Au“ wider – Chrumbenowe („krumben ouwe“) bedeutet krumme Au oder krumme Halbinsel.
Český Krumlov liegt auf einer Höhe von 509 m über dem Meeresspiegel, etwa 22 km von Budweis und 58 km nördlich der österreichischen Stadt Linz. Die Innenstadt befindet sich rechtsseitig des Flusses in der Flussschleife. Nördlich davon liegen linksseitig der Moldau auf dem Sporn zwischen der Moldau und ihrem Zufluss Polečnice (Blätterbach) das Schloss und die Burgstadt Latrán. Nordwestlich liegt der Blanský les (Plansker Wald). Nördlich der Stadt erhebt sich der gute Fernsicht bietende Kleť (1080 m).
Nachbarorte sind Třisov (Trissau) und Plešovice (Pleschowitz) im Norden, Zlatá Koruna (Goldenkron), Šěkře und Černice (Cernitz) im Nordosten, Markvartice (Markwartitz) und Mirkovice (Mirkowitz) im Osten, Malčice (Maltschitz) und Přídolí (Priethal) im Südosten, Spoli (Pohlen) und Větřní (Wettern) im Süden, Kájov (Gojau) und Novosedly (Neusiedl) im Westen sowie Křenov (Krenau, Krönau/Mähren) und Chvalšiny (Kalsching) im Nordwesten.

### Stadtgliederung
Český Krumlov besteht aus den Ortsteilen:
- Domoradice (Dumrowitz)
- Horní Brána (Obertor)
- Latrán (Latron)
- Nádražní Předměstí (Bahnhofsvorstadt)
- Nové Dobrkovice (Neuturkowitz)
- Nové Spolí (Neupohlen)
- Plešivec (Flößberg)
- Slupenec (Lupenz)
- Vnitřní Město (Innere Stadt)
- Vyšný (Weichseln).

Zu Český Krumlov gehören außerdem die Wohnplätze Drahoslavice (Troschelhof), Martinka, Nový Dvůr (Neuhof) und Špičák (Spitzenberg). Grundsiedlungseinheiten sind Český Krumlov-střed, Domoradice, Domoradice-průmyslový obvod, Dubík, Horní Brána, Kvítkův Dvůr (Favoritenhof), Latrán, Nádražní Předměstí, Nové Dobrkovice, Nové Spolí, Nový Vyšný, Plešivec, Pod sídlištěm, Sídliště Domoradice, Sídliště Plešivec, Slupenec, U Havraní skály, U Vltavy, Vyšný, Za Horní Bránou und Za tavírnou.
Das Gemeindegebiet gliedert sich in die Katastralbezirke Český Krumlov, Kladné-Dobrkovice, Přísečná-Domoradice, Slupenec, Spolí-Nové Spolí und Vyšný.

### Nachbargemeinden
|       |                                             | Přísečná  |
| Kájov | Kompassrose, die auf Nachbargemeinden zeigt | Mirkovice |
|       | Větřní                                      | Přídolí   |

## Geschichte

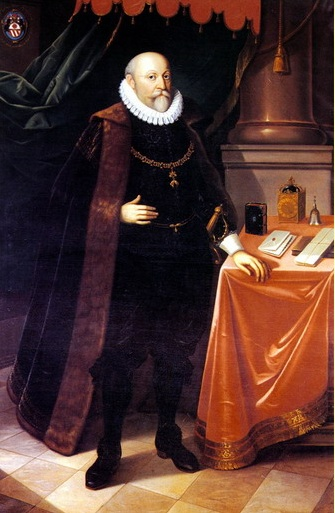
Wilhelm von Rosenberg (1535–1592)

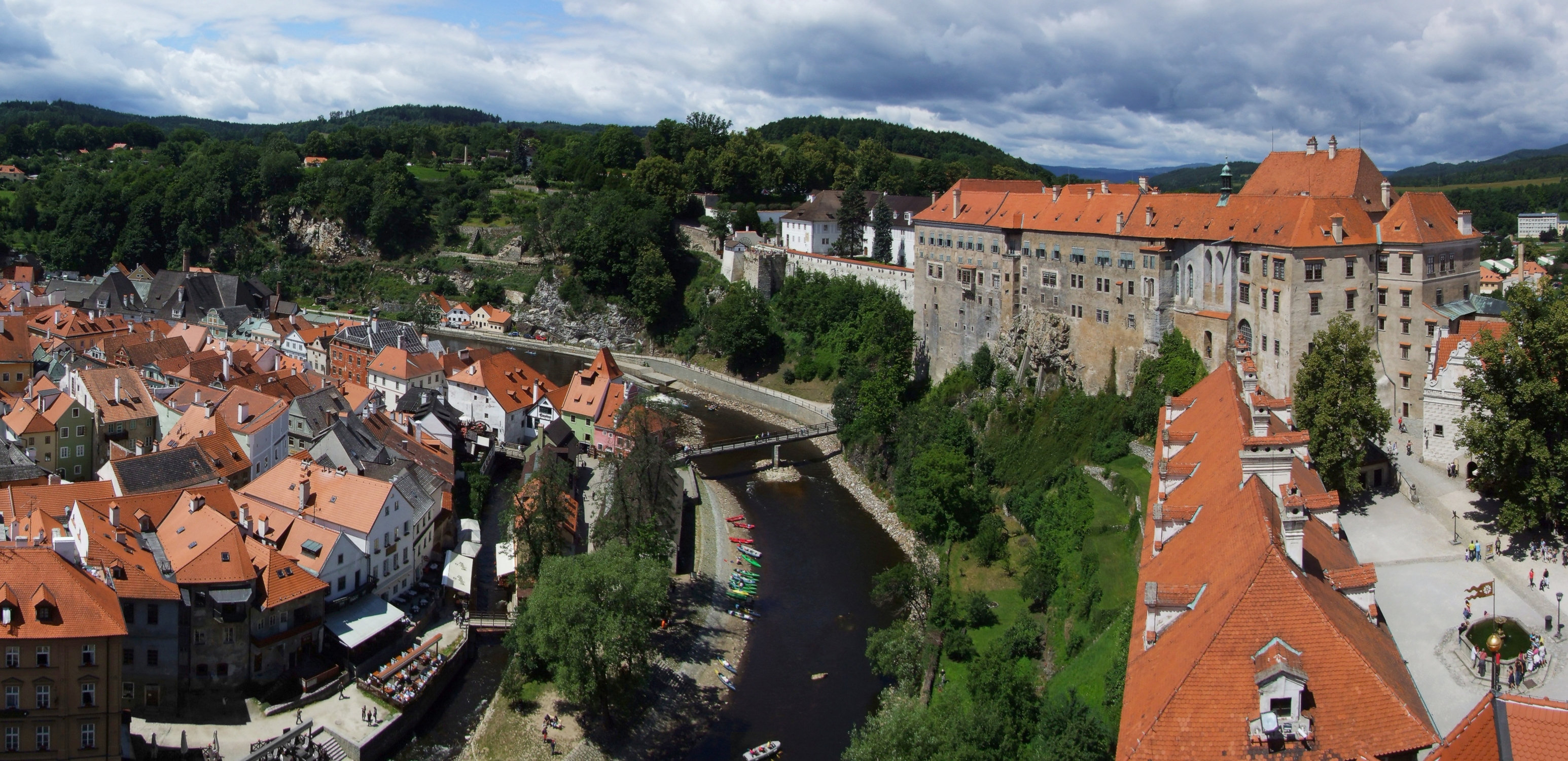
Blick vom Schlossturm auf Schloss, Moldau und Altstadt

Schon in prähistorischer Zeit führte ein von der Linzer Höhensiedlung Gründberg kommender Verkehrsweg hier vorbei zum Oppidum Třísov und die Moldau entlang weiter nach Norden. Spätestens seit 900 wurde am Linzer Steig das kostbare Salz von den Lagerstätten an der Donau durch den Haselgraben ins salzlose Böhmen transportiert, wobei nach den Furten der späteren Orte Hohenfurth (Vyšší Brod) und Ottau (Zátoň) die Moldau bei Krumau zum dritten Mal gequert wurde.
Über dieser Furt an der Moldau errichteten die Witigonen um 1240 eine Burg, die 1253 erstmals urkundlich erwähnt wurde und im Besitz des Witiko de Chrumbenowe war. Die Burg, deren tschechische Bezeichnung Crumlov für 1259 belegt ist, war Sitz des witigonischen Familienzweiges der Herren von Krumau, der 1302 mit Wok von Krumau erlosch. Dessen Besitzungen übertrug König Wenzel II. an die ebenfalls witigonische Linie der Herren von Rosenberg, deren Wappenrose noch heute Bestandteil der Stadtflagge ist. Heinrich I. von Rosenberg, der bis dahin auf der Burg Rosenberg residierte, übertrug seinen Sitz 1302 auf die Burg Krumau, die 300 Jahre lang als Residenz der Rosenberger diente. Heinrichs Sohn Peter I. von Rosenberg ließ im ersten Drittel des 14. Jahrhunderts die Obere Burg errichten.
Schon seit Mitte des 13. Jahrhunderts ist eine Siedlung am rechten Moldauufer belegt. In ihr und bei der Alten Burg am linken Ufer ließen sich Kolonisten aus Bayern und Österreich nieder. Die auf dem linken Ufer der Moldau liegende Gemeinde ad latera castelli (Latrán) wurde erstmals 1274 erwähnt. Beide Siedlungen wurden 1347 durch eine Brücke verbunden und zu einer Stadt vereint. Bereits 1334 erhielten die Rosenberger vom König die Zustimmung zur Ansiedlung jüdischer Familien, die eine eigene Kolonie bildeten. Für das Jahr 1336 ist ein Stadtrat belegt. Um diese Zeit wurde die Stadt mit einer neuen Mauer befestigt und die bisherigen Tore mit Türmen bewehrt.
Ursprünglich war Krumlov in drei eigenständige, mit Mauern befestigte Bereiche geteilt – die Burg mit der Vorburg, die Burgsiedlung Latrán/Latron mit der Neustadt sowie die eigentliche Stadt, die Innenstadt. Die Befestigungsanlagen von Krumlov wurden wahrscheinlich spätestens nach 1300 errichtet. Wohl um die Mitte des 14. Jahrhunderts entstanden die Mauern der Neustadt, die auch den benachbarten Latrán/Latron einschlossen. Die Reste dieser Anlagen sind bis heute am südlichen Rand von Latrán in Richtung Brauerei (in deren Nähe eine Eckbastei erhalten blieb) oder im südlichen Teil der Innenstadt östlich des ehemaligen Gojauer Tors zu sehen. Die Befestigungsmauern der einzelnen
Stadtteile waren durch neun Tore durchbrochen (Budweiser Tor, Äußeres und Inneres Latron-Tor, Äußeres und Inneres Tor in der Rathausgasse, Äußeres und Inneres Gojauer Tor, Obertor und das Tor am Ende der heutigen Breiten Gasse). Mit der Ausnahme des Budweiser Tors, das bis heute besteht, wurden alle übrigen Stadttore im 19. Jahrhundert niedergerissen.
1375 gründeten die Rosenberger in der Nachbarschaft des Latrán die Neustadt. Durch den Ausbau von Handwerk und Handel, die Förderung von Silbererz und durch ihre Lage an der wichtigen Verbindung von Budweis nach Österreich erlangte die Stadt im 14. Jahrhundert eine wirtschaftliche Blüte, die vom Aufbau religiöser Institutionen begleitet war.
An  Wirtschaftsbetrieben gab es Mühlen, Teiche zur Fischzucht und Walkmühlen; 1407 wurde eine Hütte angeführt, die Erwähnung einer Hammermühle stammt aus dem Jahre 1524.
Bereits um 1309 wurde die St.-Veit-Kirche und 1317 das Spital St. Jobst errichtet. 1357 ließen sich die Minoriten in Krumau nieder, deren St.-Franziskus-Kloster 1358 geweiht wurde. 1361 folgten die Klarissen, die das Kloster St. Klara errichteten.
Als Residenzstadt der Herren von Rosenberg war Krumlov bereits im 14. Jahrhundert ein Kultur- und  Bildungszentrum. Ihre Träger waren neben dem rosenbergischen Hof u. a. das Minoriten- und Klarissinnenkloster und seit Mitte des 14. Jahrhunderts die Stadtschule, die im Stöcklgebäude nahe der Pfarrkirche ihren Sitz hatte. Breits vor 1350 gab es in Krumlov karitative Einrichtungen. Der Spitalshof an der Kirche St. Jost wurde vor 1317 gegründet. Ein städtischer  Spitalshof ist in der Stadt im Jahr 1400 nachgewiesen, als Ablässe für die Besucher der Spitalskapelle St. Elisabeth gewährt wurden. 1347 wird in Krumlov ein Badhaus erwähnt. Seit dem 14. Jahrhundert gab es in der Stadt zwei Friedhöfe. Der eine erstreckte sich in der Nähe des Minoriten- und Klarissinnenklosters, der andere nahe der Kirche St. Veit.
Während der Hussitenkriege wurde 1420 das Minoritenkloster beschädigt. In den religiösen Auseinandersetzungen standen Adel und Geistlichkeit mit den Herren von Rosenberg auf katholischer Seite. Obwohl der deutsche Bevölkerungsanteil deutlich zurückging, ist für das Jahr 1439 neben einem tschechischen auch ein deutscher Prediger belegt. Nachdem oberhalb des Schlosses Silber entdeckt worden war, kam es ab 1473 zu einem erneuten Zuzug deutscher Bergleute, so dass im 16. Jahrhundert wieder die deutsche Bevölkerung überwog. Bereits seit 1494 besaß die Stadt die Privilegien einer königlichen Stadt, und 1519 wurde die meißnische Bergordnung eingeführt. Unter dem Regenten Wilhelm von Rosenberg, der das Amt eines böhmischen Oberstkämmerers und Oberstburggrafen bekleidete und außenpolitischen Ehrgeiz entwickelte, wurde die Obere Burg von den Baumeistern Antonio Ericer und Baldassare Maggi zu einem repräsentativen Renaissance-Schloss umgebaut. 1584 berief Wilhelm von Rosenberg die Jesuiten nach Krumau und ließ ihnen 1586–1588 ein großes Kolleggebäude errichten. Um diese Zeit lebten in Krumau fast 2000 Einwohner in 331 Häusern.
Nach Wilhelms Tod folgte 1592 als Krumauer Regent dessen jüngerer Bruder Peter Wok von Rosenberg. Er war der letzte Rosenberger im Mannesstamm und musste 1602 die Herrschaft Krumau wegen Überschuldung, die vermutlich durch die Erschöpfung der Silberminen zustande kam, an Kaiser Rudolf II. verkaufen und zugleich der Durchsetzung des Heimfallrechts seitens des Landesherrn auf das rosenbergische Vermögen nach seinem Tode zuvorkommen. Als Peter Wok im April 1602 mit seinem Hof nach Třeboň (Wittingau) übersiedelte, hörte Český Krumlov auf, die Residenzstadt der Herren von Rosenberg zu sein.
Rudolf überließ Krumau seinem außerehelichen Sohn Julius d’Austria als Wohnsitz. Während des böhmischen Aufstands versuchte die Ständearmee erfolglos die Eroberung der Stadt. Nach der Schlacht am Weißen Berg schenkte Kaiser Ferdinand II. die Herrschaft Krumau 1622 seinem Hofkammerpräsidenten Hans Ulrich von Eggenberg für dessen Verdienste in der Katholischen Liga. Ein Jahr später stieg Eggenberg in den Reichsfürstenstand auf, wodurch Krumau ein Herzogtum wurde. Während des Dreißigjährigen Kriegs wurde die Stadt mehrmals geplündert. Nach Kriegsende wurden zahlreiche weltliche und kirchliche Gebäude im Barockstil umgebaut.
Nach dem Aussterben der Eggenberger 1719 fiel Krumau an die Fürsten Schwarzenberg. Nachfolgend veranlasste Adam Franz von Schwarzenberg in der Burggrafschaft zahlreiche Umbauten und Erweiterungen im Stil des Wiener Barock. Von der Herrschaft Krumau führte der Fürst Schwarzenberg den Titel Herzog von Krumau mit der Berechtigung, eine eigene Garde (40 Mann unter einem Hauptmann) zu halten.

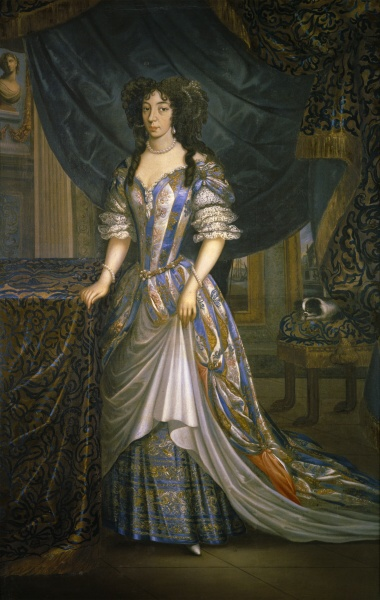
Marie-Ernestine von Schwarzenberg, Herzogin von Krumau (1649–1719)

Nachdem die Fürsten Schwarzenberg ihre Residenz 1871 von Krumau auf das Schloss Fraunberg (Hluboká) verlegt hatten, diente das Schloss Krumau als Verwaltungszentrum der Herrschaft Krumau. Krumau bildete Mitte des 19. Jahrhunderts eine Gemeinde, die zum Gerichtsbezirk Krumau im späteren politischen Bezirk Krumau gehörte. Sie war Sitz des Bezirksgerichts und der Bezirkshauptmannschaft. Am Anfang des 20. Jahrhunderts hatte Krumau ein großes, auf steilem Felsen über der Moldau gelegenes Schloss mit schöner Kapelle, Archiv, Bibliothek (30.000 Bände), Gemäldegalerie und ausgedehntem Park, einen Minoritenkonvent, ein Gymnasium, ein Studentenkonvikt, eine Musikschule und war Industriestandort.
1910 hatte die Stadt 8662 Einwohner, davon waren 7367 deutsch- und 1295 tschechischsprachig. Nach Errichtung der Tschechoslowakei 1918 sollte Krumau im Rahmen der von Österreich geplanten Provinz Deutschböhmen ein Zentrum des vorgesehenen Böhmerwaldgaus werden. Nachdem die Provinz Deutschböhmen am 29. Oktober 1918, einen Tag nach Gründung der Tschechoslowakischen Republik, ausgerufen worden war, kam es zu politischen Spannungen zwischen dem deutschen und dem tschechischen Bevölkerungsteil, die am 28. November 1918 zur Besetzung Krumaus durch die tschechoslowakische Armee führten. Völkerrechtlich wurde Krumau erst am 28. Juni 1919 mit dem Vertrag von Saint-Germain der Tschechoslowakei zugesprochen. Der Vertrag ging auf Minderheitenrechte nicht ein.
Mit dem Münchner Abkommen gehörte die Stadt ab 1938 zum in Reichsgau Oberdonau umbenannten Gau Oberösterreich des Deutschen Reichs. 1945 wurde die Mehrheit der deutschböhmischen Bevölkerung vertrieben und fand in Österreich und Westdeutschland Aufnahme.
Tschechische Neusiedler übernahmen Wohnungen, Geschäfte und Betriebe. 1948 wurden das Schloss und der Grundbesitz der Familie Schwarzenberg gemäß der eigens geschaffenen Lex Schwarzenberg verstaatlicht.
1963 wurde das Stadtzentrum zur Denkmalsreservation erklärt, wodurch die historische Bausubstanz und das einzigartige Ensemble erhalten blieben. Dadurch konnte es nach der politischen Wende von 1989 zum Kulturdenkmal erklärt und 1992 in die Liste des UNESCO-Welterbes aufgenommen werden. Daraufhin erfolgte eine Restaurierung der historischen Gebäude und Plätze; die Stadt erlangte touristische Bedeutung, der ein wirtschaftlicher Aufschwung folgte. Bis 2002 war Český Krumlov Sitz der Verwaltung des Okres Český Krumlov.

## Bevölkerung
Bevölkerungsentwicklung bis 1945
| Volkszählung | Einwohner gesamt | Nationalität | Nationalität | Nationalität |
| Jahr         | Einwohner gesamt | Deutsche     | Tschechen    | Andere       |
| ------------ | ---------------- | ------------ | ------------ | ------------ |
| 1900         | 8.676            | 7.317        | 1.317        | -            |
| 1910         | 8.662            | 7.367        | 1.295        | -            |
| 1921         | 8.226            | 5.894        | 2.043        | -            |
| 1930         | 8.692            | 5.956        | 2.083        | -            |
| 1939         | 8.368            | -            | -            | -            |

Bevölkerungsentwicklung nach Ende des Zweiten Weltkriegs
(Stand: 31.12. des jeweiligen Jahres)
| Jahr | Einwohner |
| ---- | --------- |
| 1960 | 08.024    |
| 1970 | 10.600    |
| 1980 | 13.924    |
| 1990 | 14.121    |

| Jahr | Einwohner |
| ---- | --------- |
| 2000 | 14.381    |
| 2010 | 13.377    |
| 2020 | 12.788    |
| 2022 | 12.907    |

## Städtepartnerschaften
Die Stadt Český Krumlov unterscheidet zwischen Partner- und Freundschaften.

### Städtepartnerschaften

Flagge der Stadt Český Krumlov

Český Krumlov unterhält Städtepartnerschaften mit folgenden Städten:
- Hauzenberg, Deutschland
- Kalusch, Ukraine
- Llanwrtyd Wells, Vereinigtes Königreich
- Miami Beach, Vereinigte Staaten
- San Gimignano, Italien
- Slovenj Gradec, Slowenien
- Vöcklabruck, Österreich

### Freundschaften
Český Krumlov unterhält Städtefreundschaften mit folgenden Städten:
- Cusco, Peru
- Dubrovnik, Kroatien
- Kuressaare, Estland
- Linz, Österreich

## Sehenswürdigkeiten und Kultur

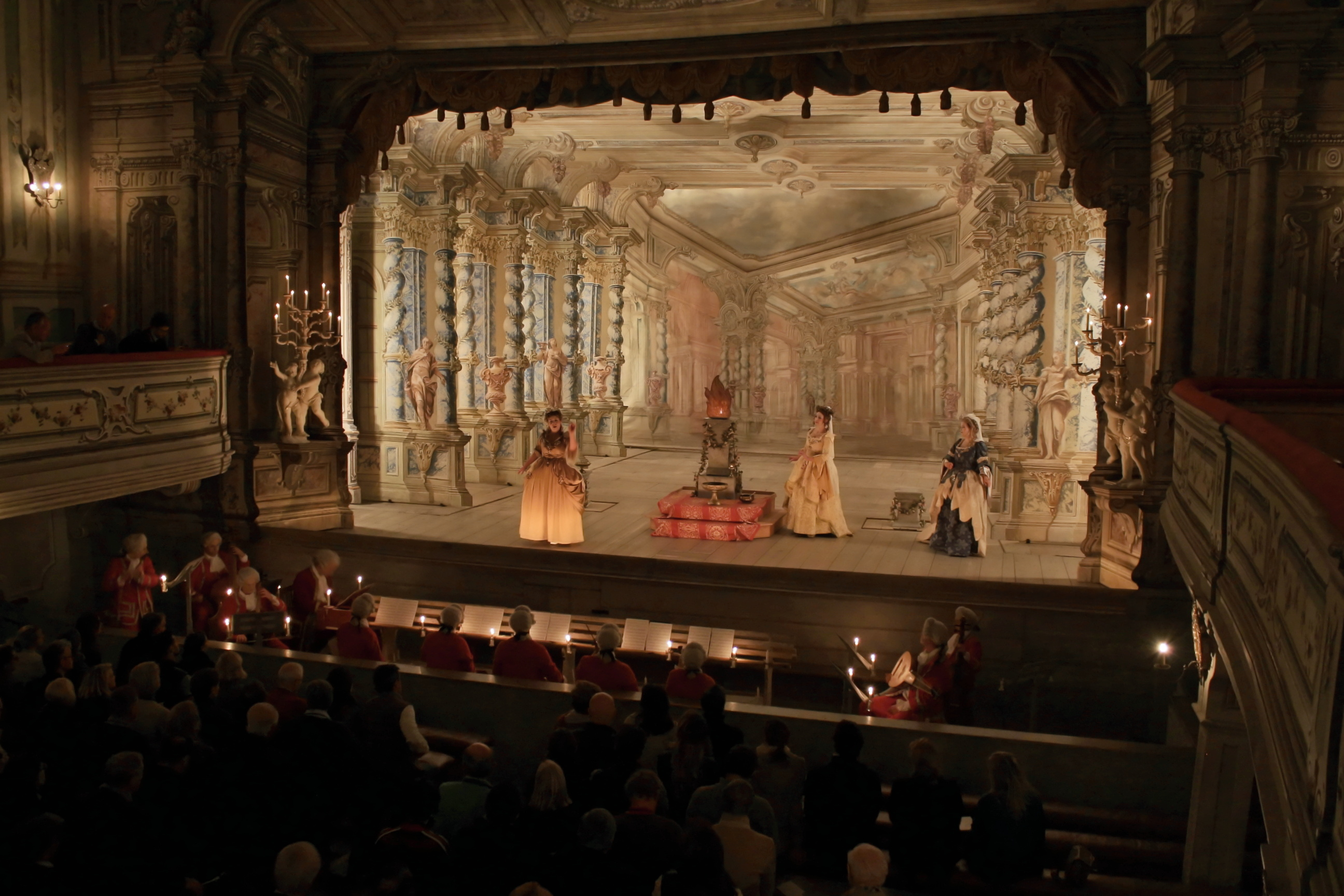
Schlosstheater

### Bauwerke

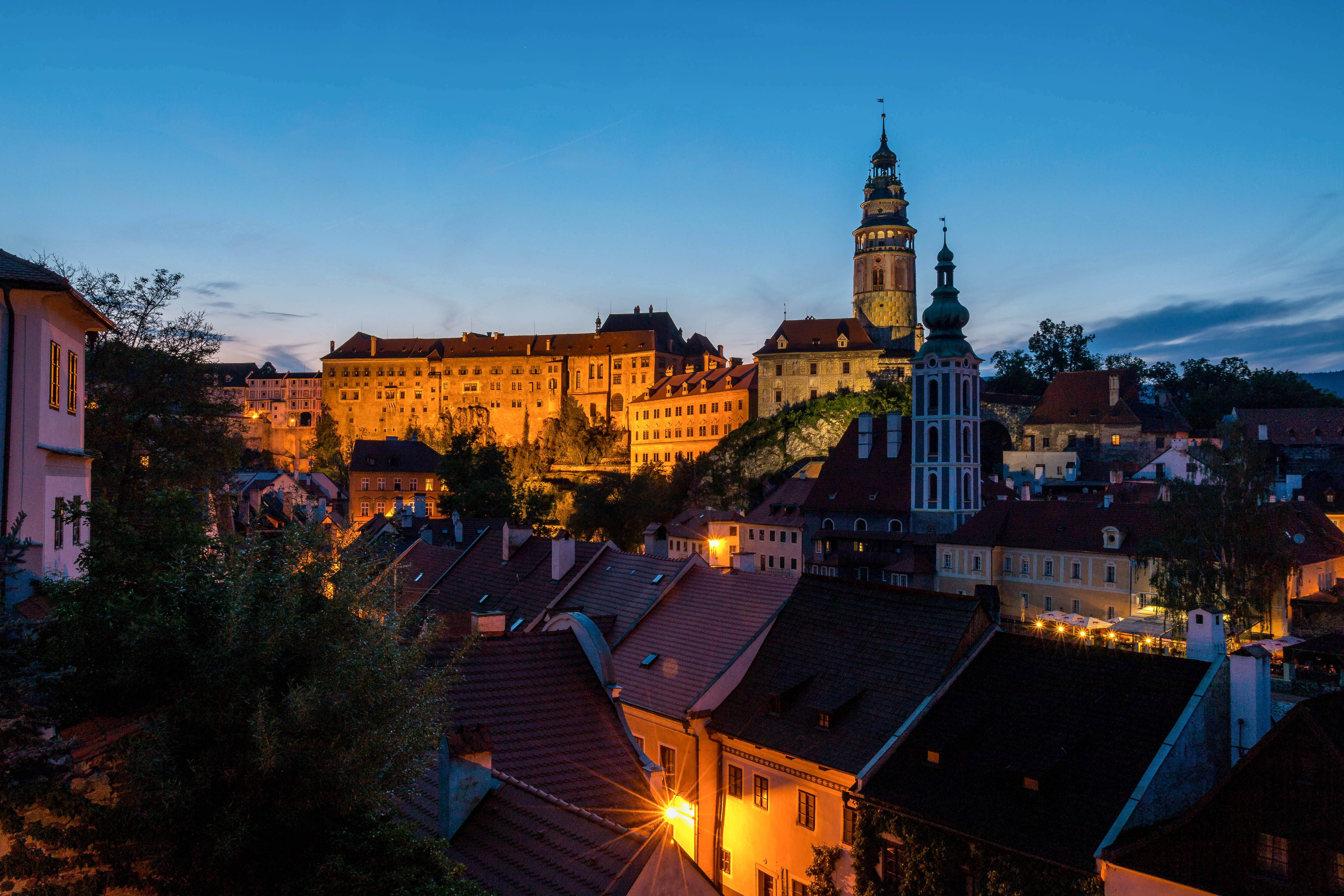
Schloss bei Nacht

- Historisches Stadtzentrum, seit 1992 Weltkulturerbe
- Schloss Český Krumlov, nach der Prager Burg der zweitgrößte historische Bau in Tschechien, umfasst eine Gesamtfläche von zehn Hektar. In ihm befindet sich auch ein barockes Schlosstheater, das eine der zwei weltweit noch erhaltenen Barockbühnen ist, die noch im Originalzustand erhalten sind und deren Bühnenmaschinerie voll funktionsfähig ist. Der gesamte Bühnenmechanismus besteht aus Holz, für seine Bedienung sind insgesamt 35 Personen erforderlich. Ohne Spielunterbrechung können durch Einschieben von Kulissen neue Schauplätze aus einem Fundus von 17 Bühnenbildern entstehen, beispielsweise Säulensaal, Militärlager, Garten, Stadt, Kerker oder Urwald. Das Theater in seiner heutigen Form wurde 1680–1682 im Auftrag des Fürsten Johann Christian von Eggenberg, der ein großer Kunstliebhaber und Mäzen war, im fünften Schlosshof errichtet. Heute gibt es Aufführungen (mit sehr begrenztem Kartenangebot) im Rahmen des jährlichen Barockfestes im Juni.[22]
- Mantelbrücke, 1767 als ein dreigeschossiger Verbindungsgang zwischen Residenz, Garten und Theater geschaffen
- St.-Veit-Kirche von 1309, wurde 1407–1439 umgebaut. Der Chor wurde vor 1500 von der Bauhütte des Hans Gezinger errichtet, die seit 1497 in Krumau tätig war. Der Hauptaltar wurde 1673–1683 neu geschaffen und die Kirche 1725–1726 barockisiert. Möglicherweise befand sich dort die Plastik der Krumauer Madonna, die um 1390 geschaffen wurde und seit 1922 im Kunsthistorischen Museum Wien ausgestellt ist.
- Prälatur und Jesuitenkolleg, schließen sich an die Veitskirche an
- Minoriten- und Klarissenkloster mit der Kirche Corpus Christi und Mariä Schmerzen, im 14. Jahrhundert errichtet und 1649–1681 barock umgestaltet
- Rathaus, entstand um 1580 durch die Verbindung zweier älterer Häuser
- Mariensäule auf dem Marktplatz, 1716 errichtet
- Egon Schiele Art Centrum, ständige Ausstellung und Wechselausstellungen moderner Kunst[23]
- Statuen von Josef Malinský auf dem städtischen Friedhof
- Synagoge und Jüdischer Friedhof

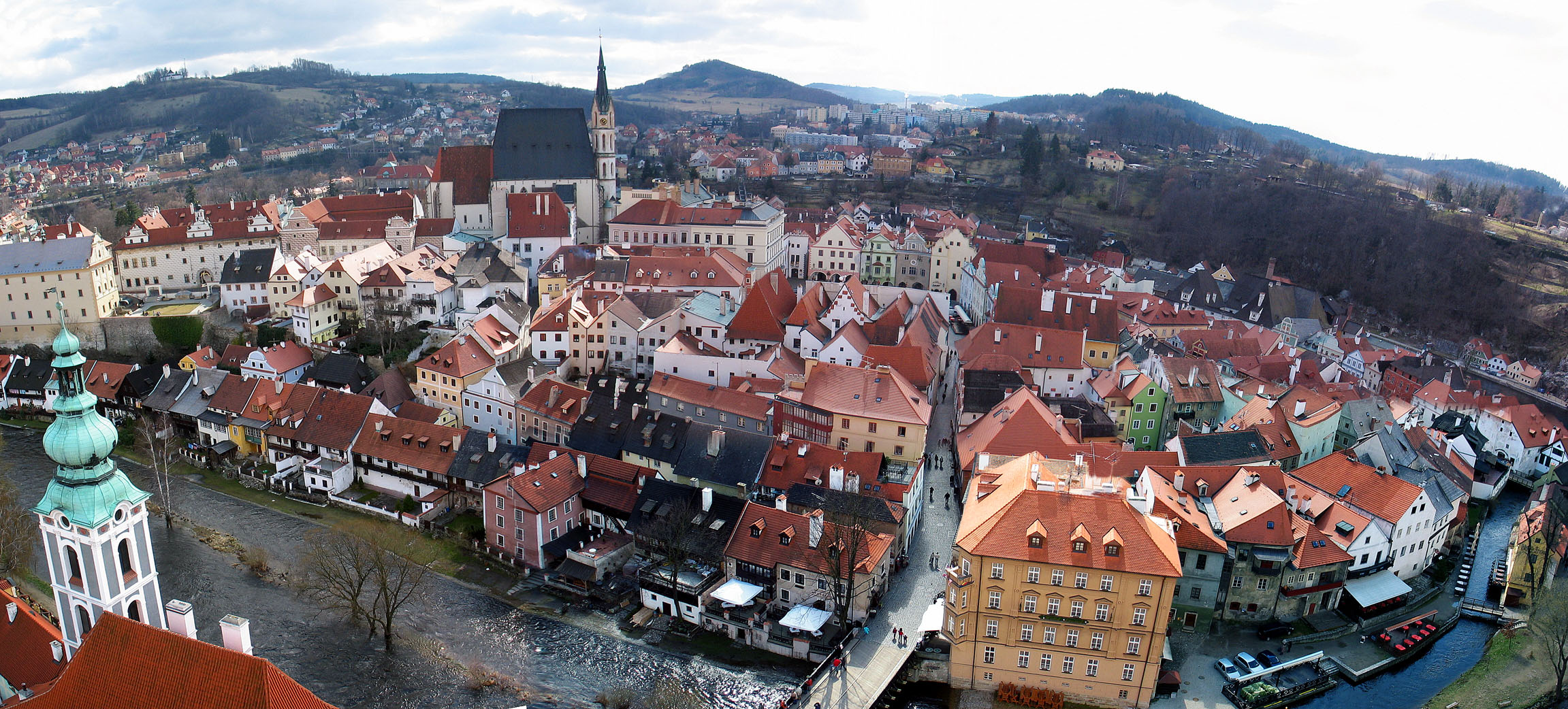
Panoramablick vom Burgturm über die Altstadt
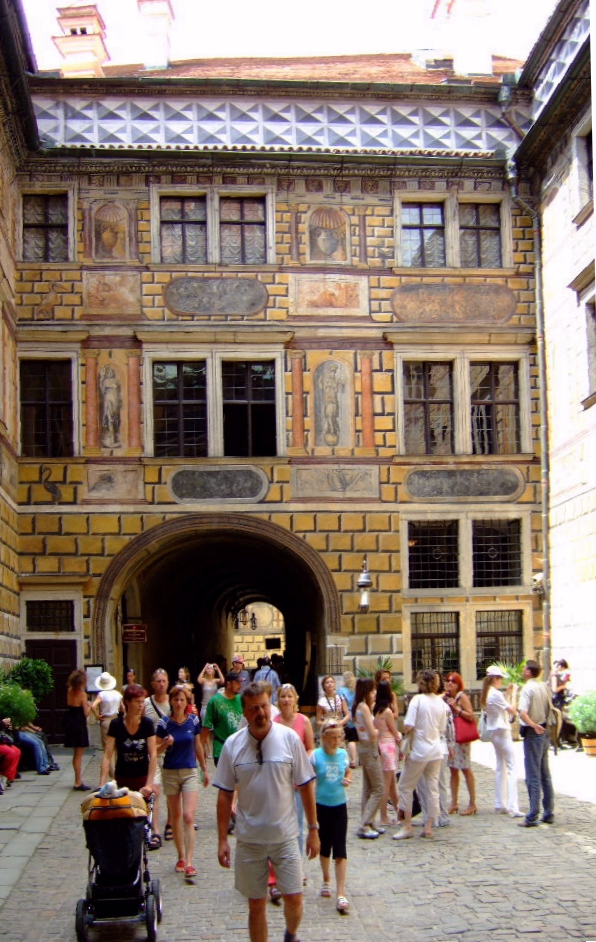
Sgraffiti im Schloss
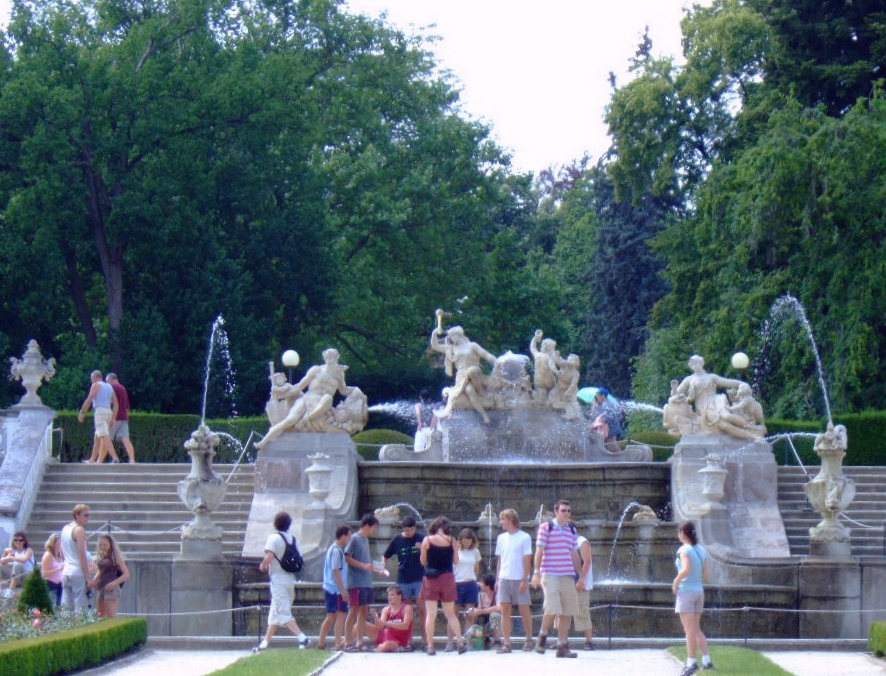
Brunnen im Schlosspark
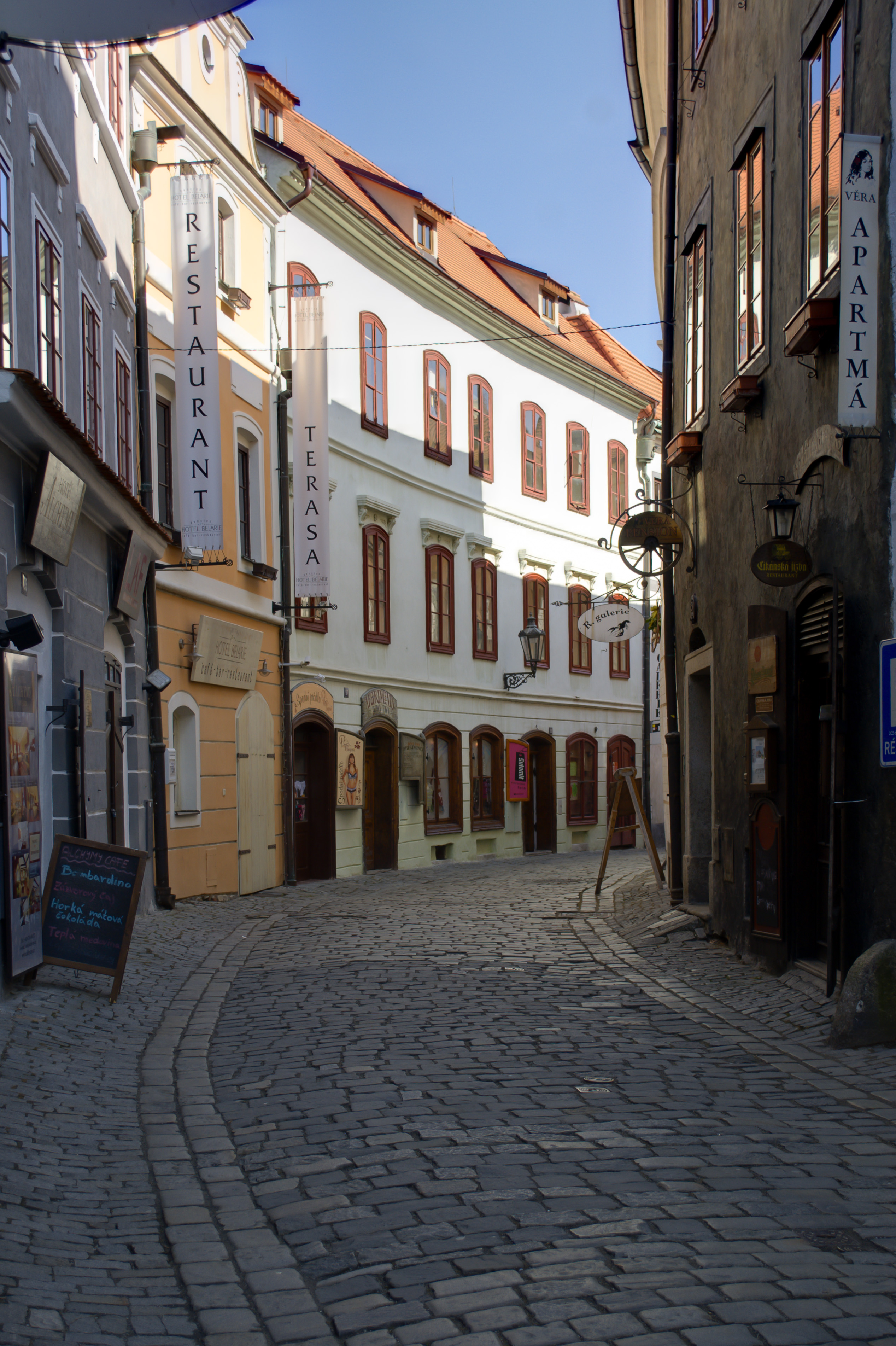
Straße in der Altstadt
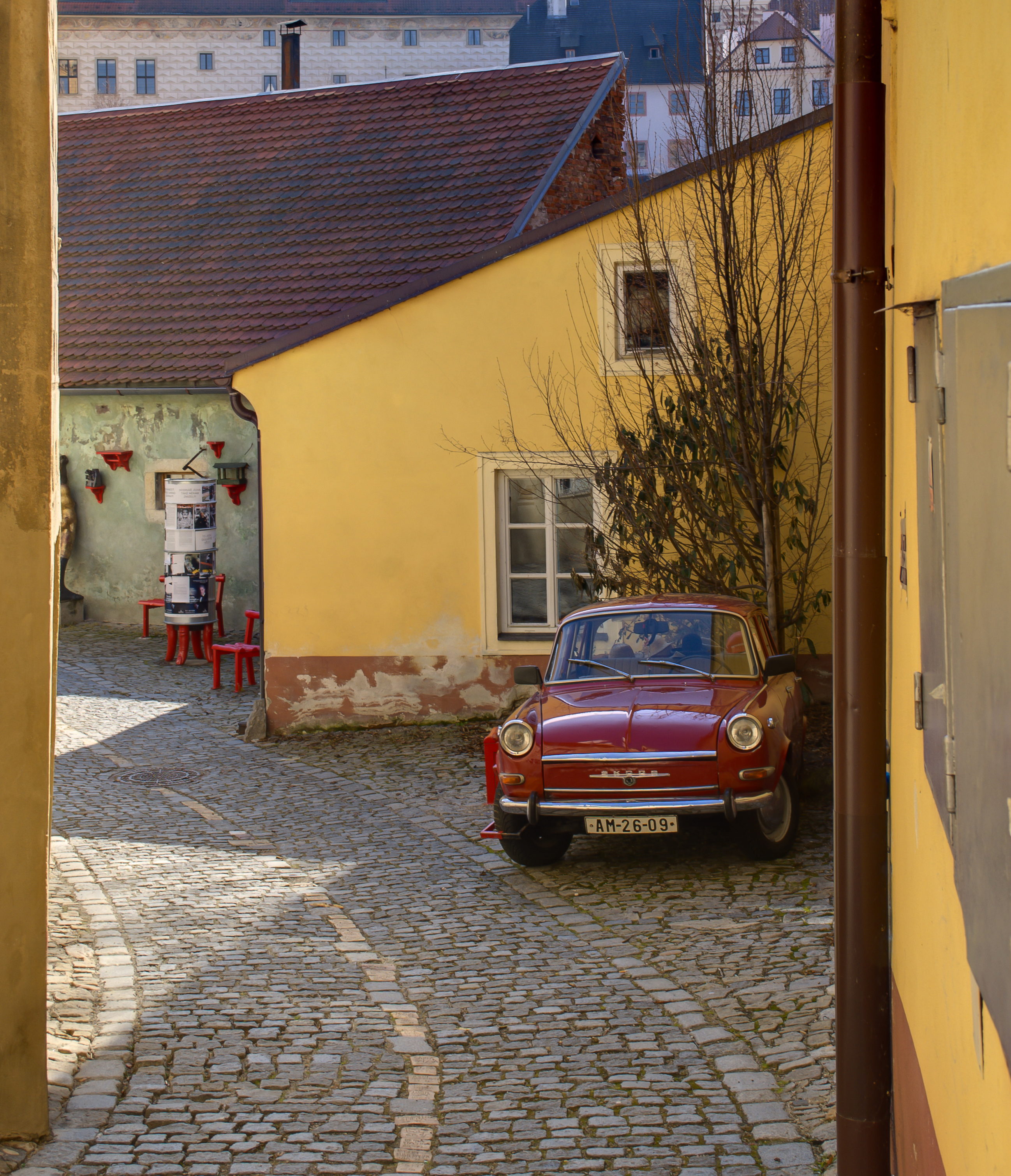
Straße in der Altstadt
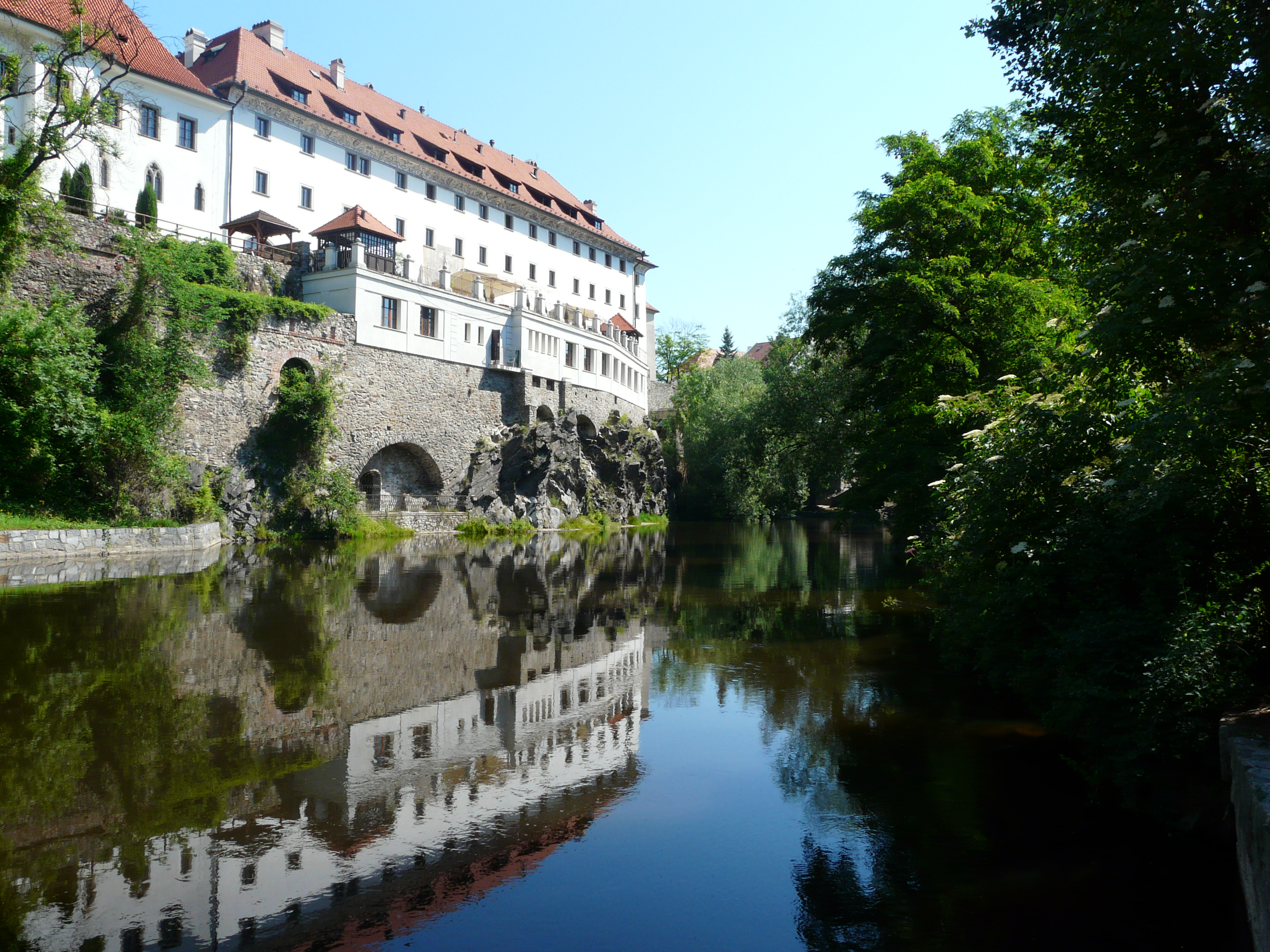
Historisches Gebäude mit der Moldau im Vordergrund
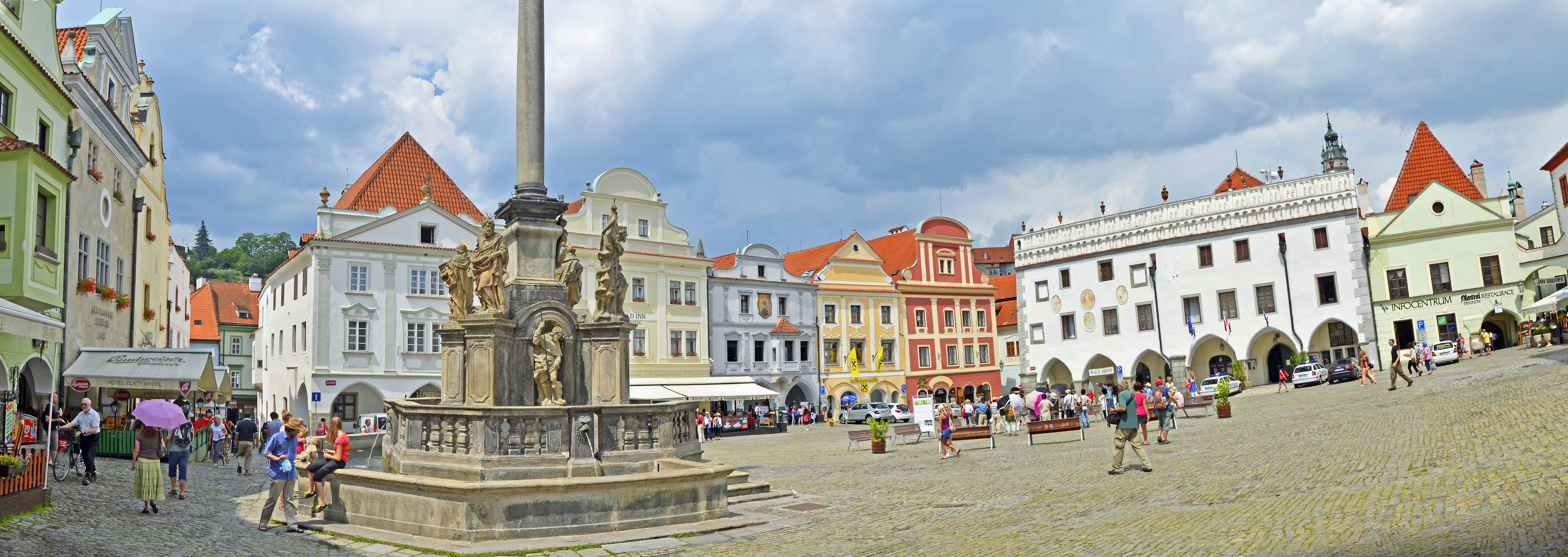
Marktplatz mit Brunnen, Bürger- und Geschäftshäusern
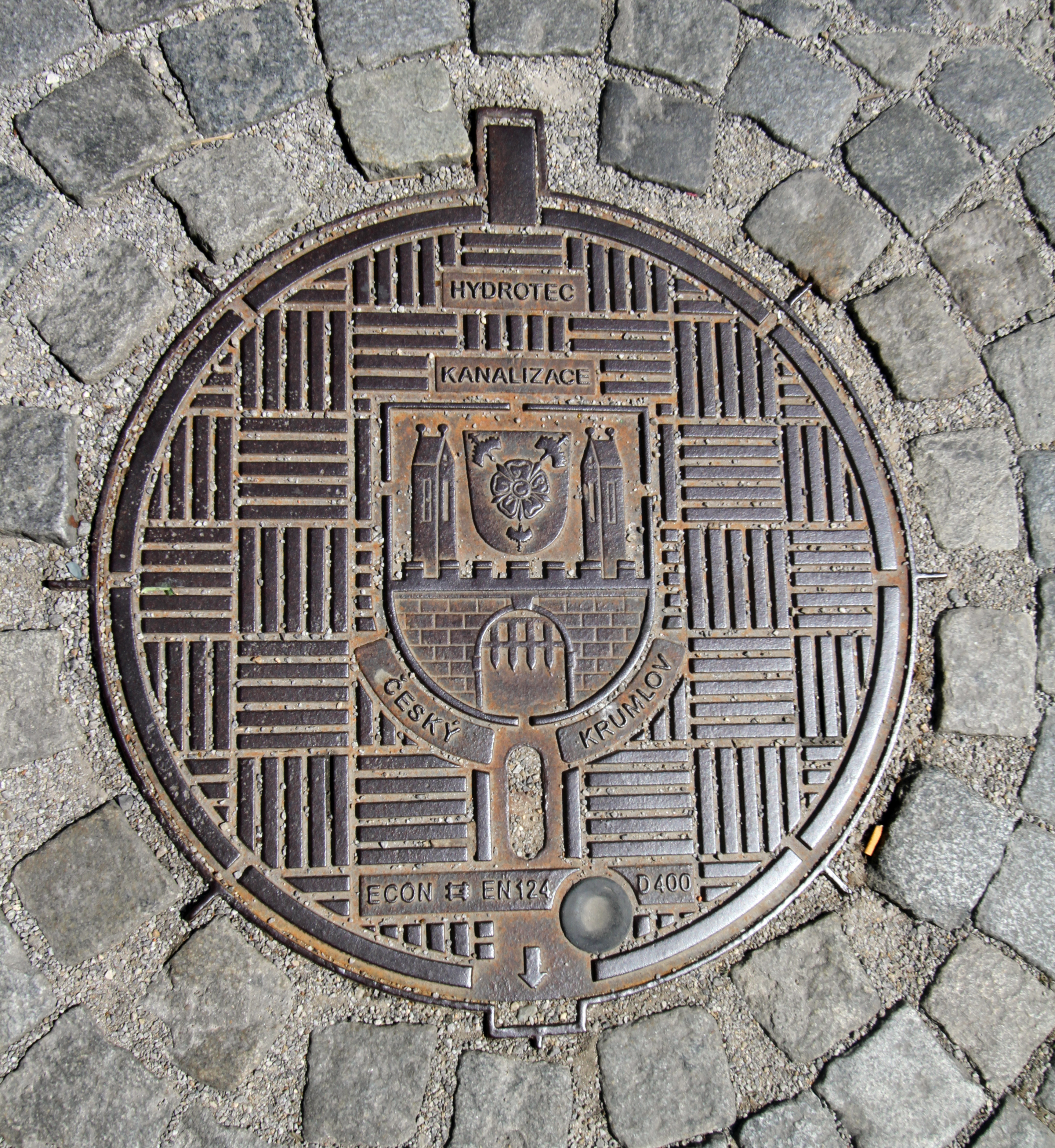
Kanaldeckel mit Stadtwappen
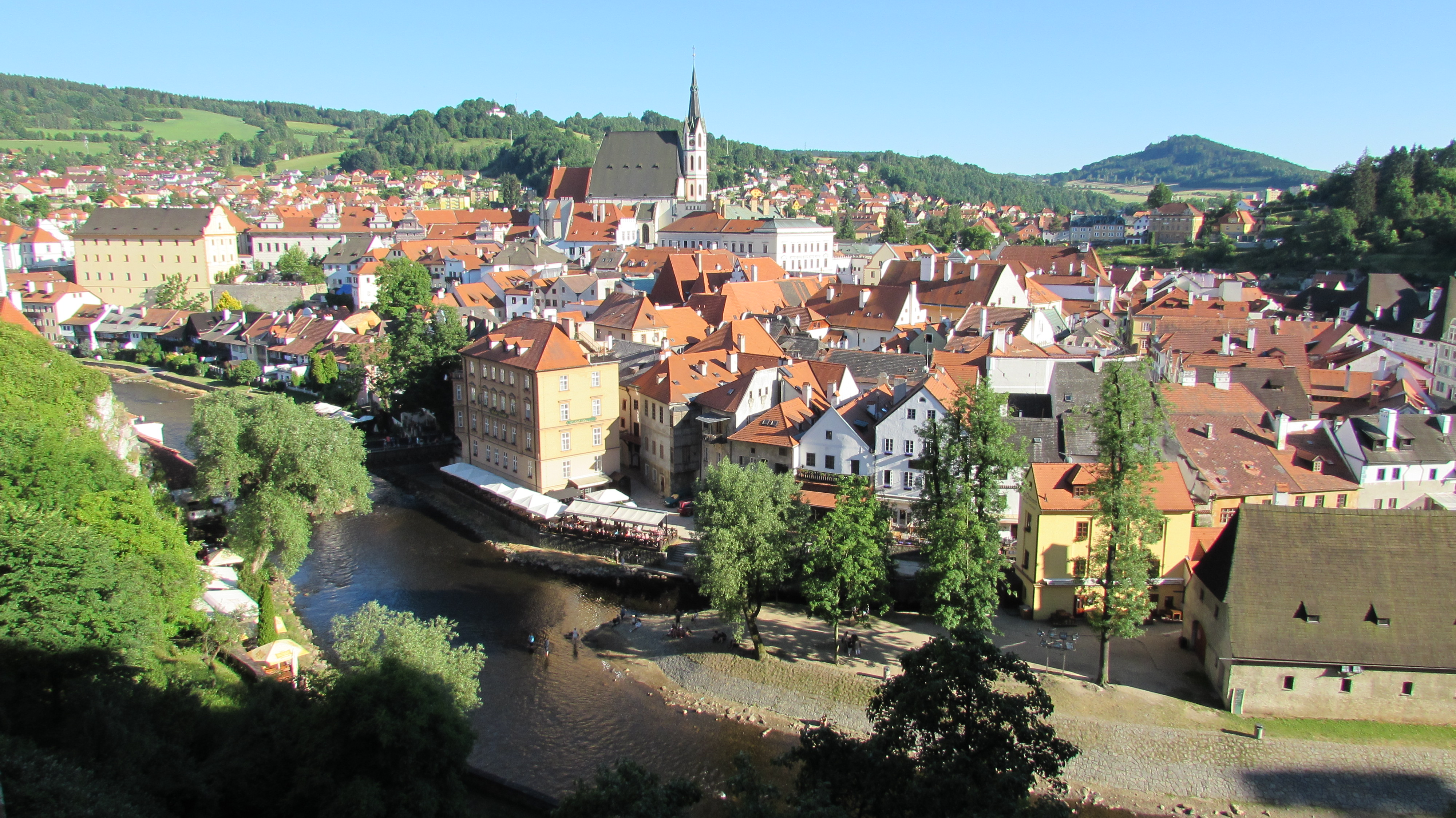
Ansicht vom Schloss
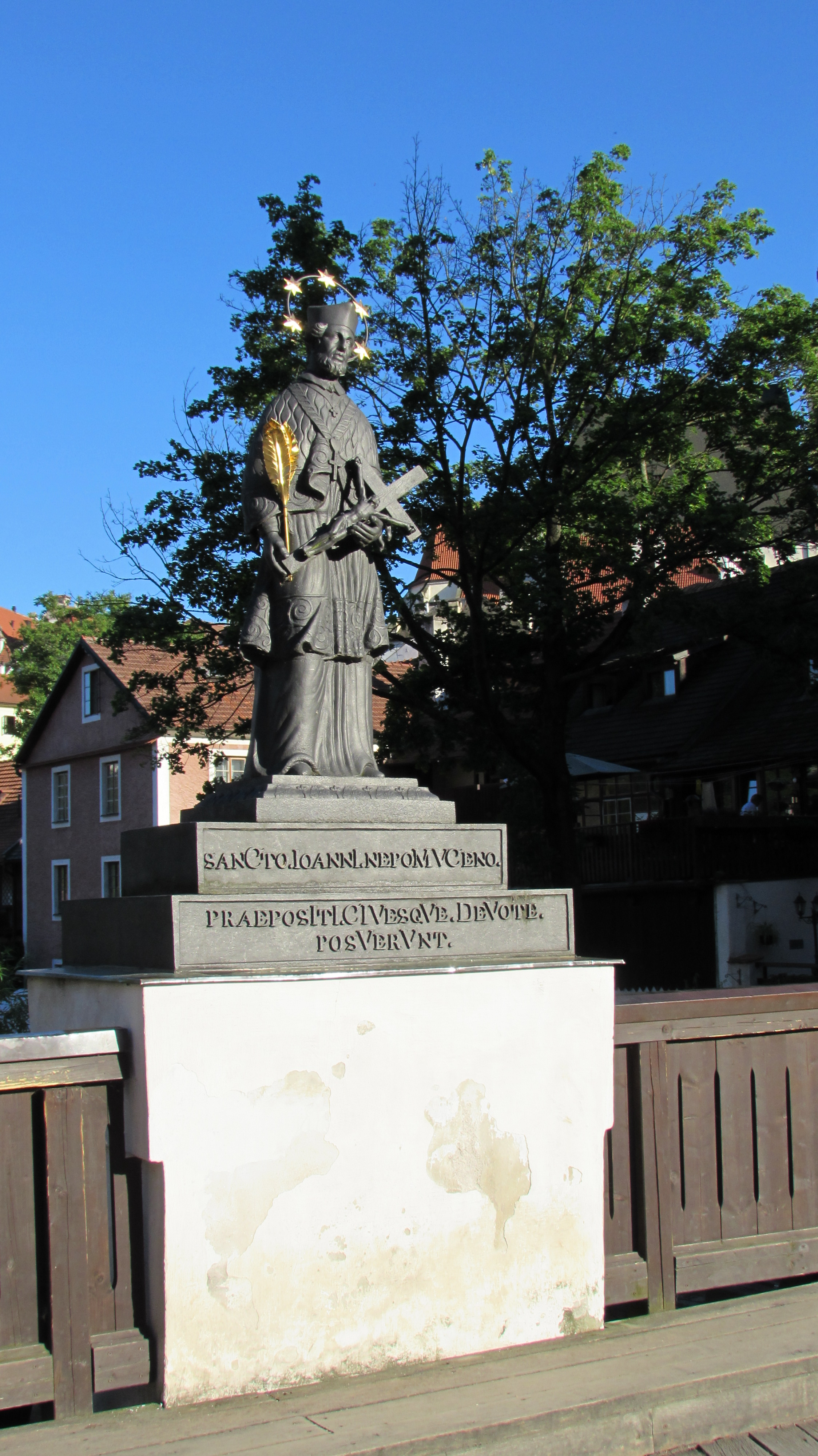
Heiligenfigur auf der Moldau-Brücke

### Grünflächen und Naherholung
- Schlossgarten (Zámecká zahrada)
- Stadtpark (Městský park)
- Hirschgarten (Jelení zahrada)

### Theater und Museen
- Stadttheater (Koordinaten)
- Freilichttheater mit drehbarer Zuschauertribüne mit etwa 550 Sitzen (Koordinaten)
- Foltermuseum (Koordinaten)
- Wachsfigurenmuseum (Koordinaten)
- Moldavit-Museum (Koordinaten)
- Graphit-Schaubergwerk (Koordinaten)

### Regelmäßige Veranstaltungen
- Fest der fünfblättrigen Rose: Im Juni verwandelt sich die Stadt für drei Tage in die Renaissance zurück. Ritterturniere, historische Handwerksmärkte, mittelalterliche Musik, Straßentheater und der historische Kostümumzug geben dem Fest seinen Charakter.[24]
- Internationales Musikfestival: Vier Wochen im Juli und August finden an interessanten Orten in der Stadt und der Umgebung Konzerte statt.

### Kulinarische Spezialitäten
- Krumauer Cookies (Krumlovské cookies)
- Geräucherter Geck (Nakouřený švihák), ein „dunkles Lagerbier böhmischen Typs“[25]

## Wirtschaft und Infrastruktur

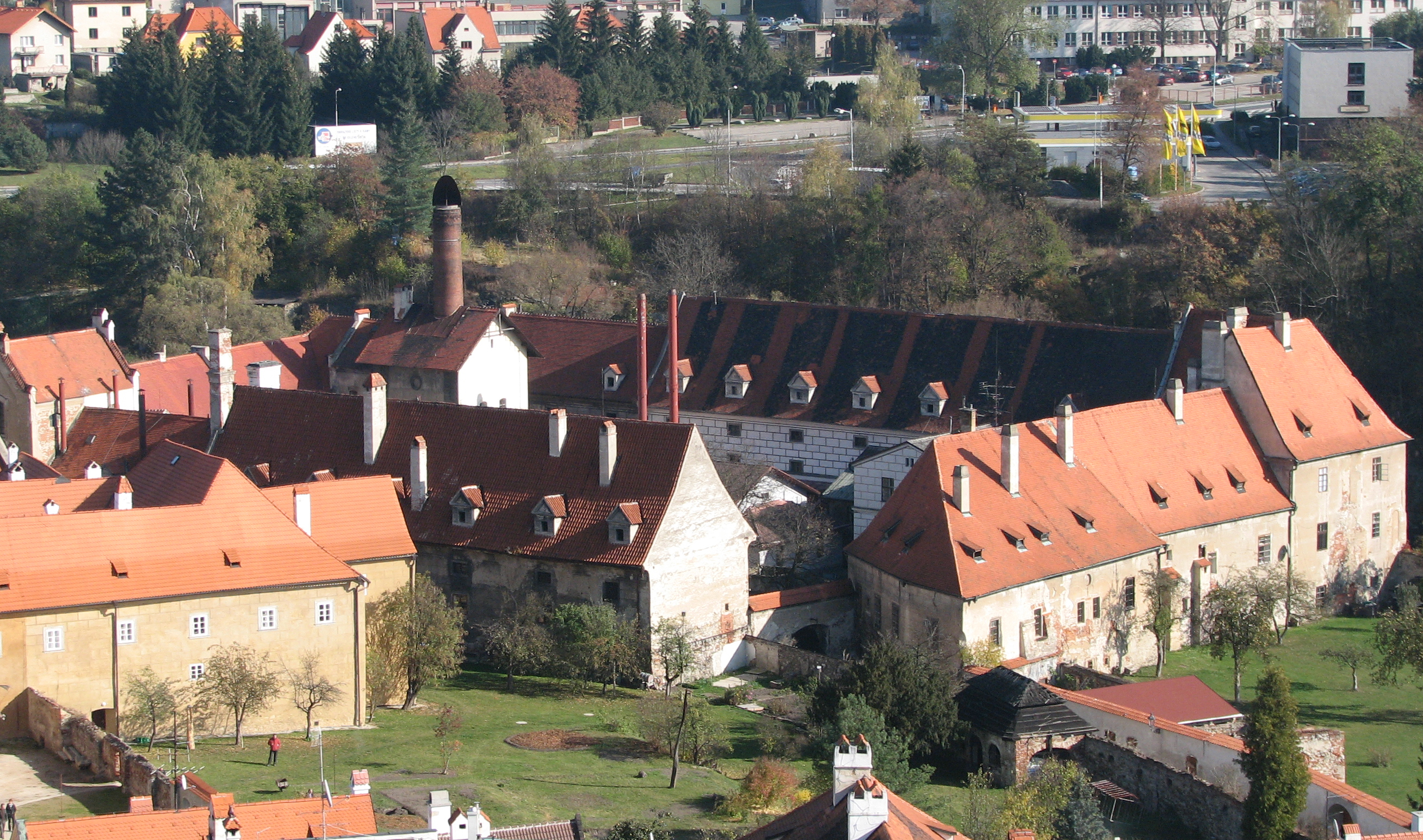
Brauerei Eggenberg

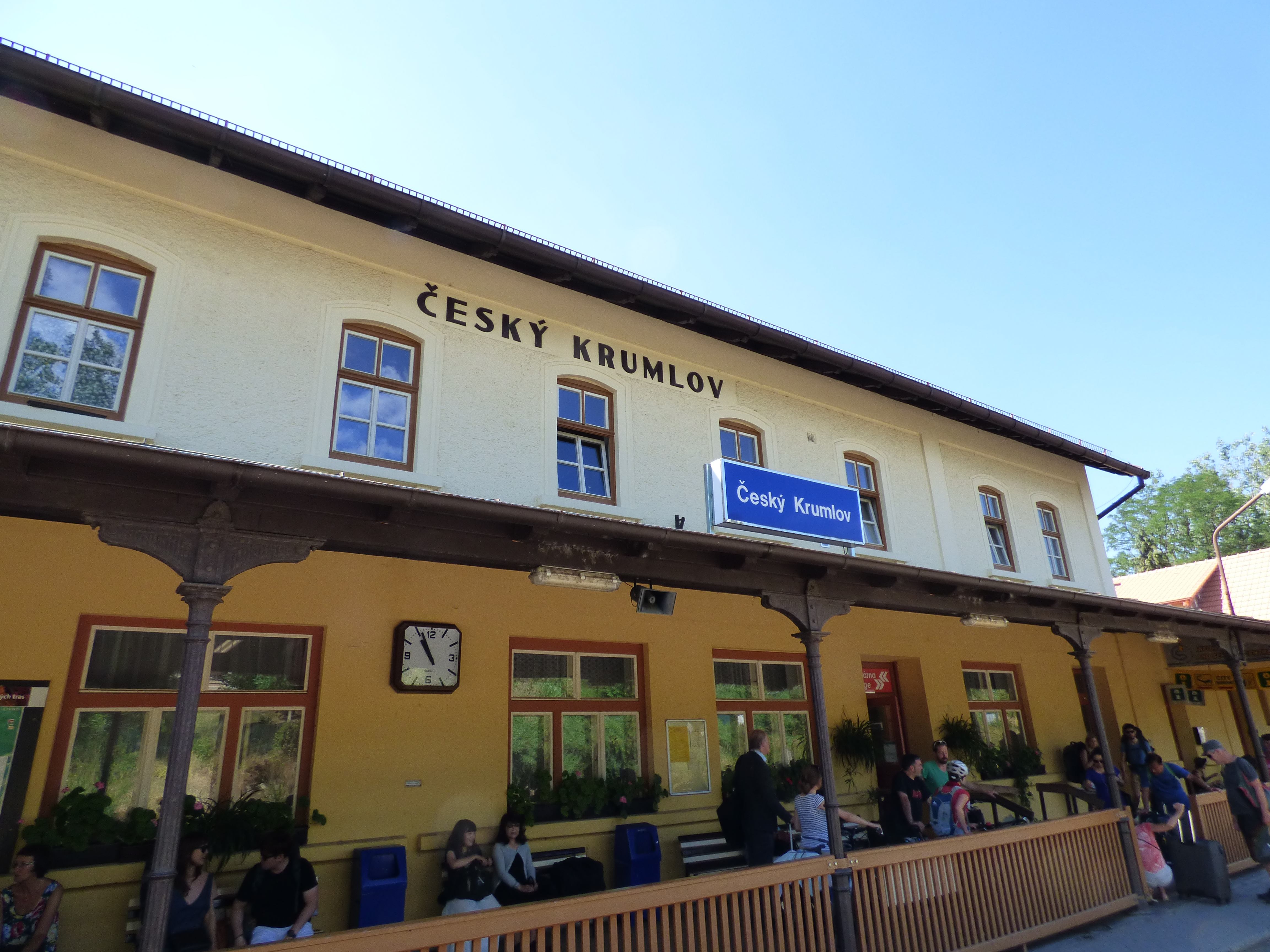
Bahnhof Český Krumlov

### Unternehmen
In der Altstadt, im Ortsteil Latrán, befindet sich die Brauerei Eggenberg, die im Jahre 1560 gegründet wurde. Das österreichische Unternehmen Fronius hat einen Produktionsstandort in Krumlov.

### Bildung
- Das Gymnasium endet mit dem Abitur, welches zum Studium an Hochschulen und Fachoberschulen berechtigt.
- Fachschule und Berufsfachschule für Krankenschwestern, Fachschule für Maschinen- und Elektrotechnik, Fachschule für Kunstgewerbe

### Verkehr
- Český Krumlov hat einen Bahnhof an der Bahnstrecke České Budějovice–Černý Kříž, der 2 km nördlich der Altstadt im Stadtteil Nádražní predměstí (Bahnhofsvorstadt) liegt.
- Die Stadt liegt an der Fernverkehrsstraße 39, die nach Nordosten in die Fernverkehrsstraße 3 (nach Budweis) mündet und nach Westen am Stausee Lipno vorbei eine Verbindung mit der Fernverkehrsstraße 4 (Grenzübergang Strážný) herstellt.

### Sport
Český Krumlov und die Moldau gelten als wichtiges Zentrum des in Tschechien sehr beliebten Kanusports, insbesondere des Kanuwanderns.

## Persönlichkeiten

### Söhne und Töchter der Stadt
- Stephan Krumenauer (1400–1461), deutscher Baumeister
- Christoph Schweher (1520 oder 1521–1593), deutschböhmischer Gymnasiallehrer, römisch-katholischer Geistlicher und Verfasser von geistlichen Liedern
- Peter Wok von Rosenberg (1539–1611), böhmischer Ständepolitiker
- Jakub Horčický z Tepence (1575–1622), Mediziner, Pharmazeut und Chemiker
- Urban Weber (1599–1659), 1628–59 Abt von Admont
- Mathias Gotter († 1666), 1646–66 Probst im Stift St. Florian
- Oswald Neumann (1751–1801), Abt des Klosters Hohenfurth
- Joseph Karl Ambrosch (1759–1822), Tenor und Komponist
- Felix Prinz (genannt Fürst) zu Schwarzenberg (1800–1852), österreichischer Kanzler, Diplomat und Offizier
- Franz Stark (1818–1880), Philologe und Mitglied der Frankfurter Nationalversammlung
- Walther Bernt (1900–1980), deutscher Ingenieur und Kunstwissenschaftler
- Josef Wolf (1900–1943), deutscher SS-Scharführer
- Ernst Waldbrunn (1907–1977), österreichischer Schauspieler und Kabarettist
- Franz Wolf (1907–1999), deutscher SS-Scharführer
- Karl Riha (* 1935), deutscher Literaturwissenschaftler, -kritiker, Schriftsteller
- Anna Chromy (1940–2021), tschechische Malerin und Bildhauerin
- Erich Gornik (* 1944), österreichischer Physiker
- Petr Muk (1965–2010), tschechischer Sänger und Musiker
- Jan Matura (* 1980), Skispringer und Nordischer Kombinierer

### Personen mit Bezug zur Stadt
- Wenzel Albin von Helfenburg (~1500–1577), Archivar und Kanzler der Herren von Rosenberg.
- Jakob Krčín von Jelčany (1535–1604), Deichbauer und Wirtschaftsverwalter der Herren von Rosenberg.
- Šimon Lomnický z Budče (1552–1622), tschechischer Schriftsteller, ging in Krumau zur Schule.
- Ignaz Spiro (1817–1894), Industrieller der Papierindustrie
- Karl Ritter von Stremayr (1823–1904), Minister für Kultus und Unterricht, Ehrenbürgerschaft in Anerkennung seiner Verdienste um die Errichtung des K.k. Staatsrealgymnasiums
- Johann Josef Ammann (1852–1913), Ethnograph und Pädagoge
- Gustav Jungbauer (1886–1942), deutsch-böhmischer Universitätsprofessor, Ethnograph, einer der Gründer des Böhmenwald-Museums in Horní Planá, ging in Krumau zur Schule.
- Egon Schiele (1890–1918), österreichischer Maler des Expressionismus
- Hans Foschum (1906–1956), böhmisch-österreichischer Architekt, Oberbaurat der Oö. Landesbaudirektion, ging in Krumau zur Schule, lebte und wirkte einige Jahre in Krumau.
- Otto Pieper (1909–1944), Landrat
- Wolfgang Schmidt (1923–2013), Schriftsteller und Soziologe, besuchte das Deutsche Staatsgymnasium und nahm Krumau als Schauplatz seiner späten Romane
- Petr Eben (1929–2007), tschechischer Komponist, Kindheit und Studium in Krumau

Siehe auch:
- Register von bedeutenden Persönlichkeiten in der Stadt und Region Český Krumlov. In: encyklopedie.ckrumlov.cz. Město Český Krumlov (Stadtverwaltung Krummau)

### Egon Schiele in Krumau

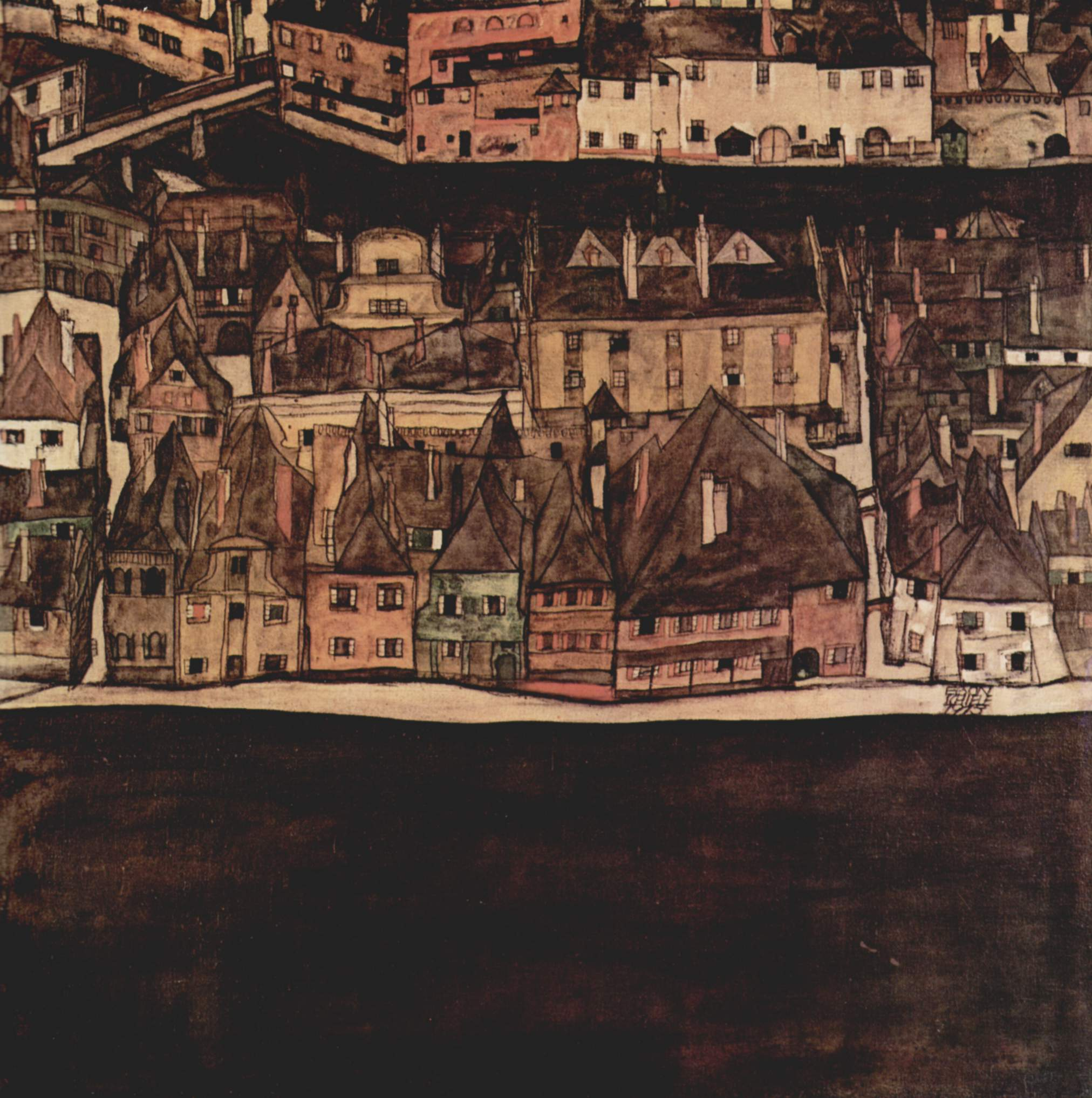
Egon Schiele: Die kleine Stadt II; 1912–1913

1911 zog der Maler Egon Schiele nach Krumau, dem Geburtsort seiner Mutter, und richtete sich hier ein Atelier ein. Mit seiner wilden Ehe und den Aktdarstellungen junger Mädchen stieß er bei der Bevölkerung auf Ablehnung. Bereits im selben Jahr sah er sich gezwungen, nach Neulengbach bei Wien umzuziehen. Hier wurde Schiele infolge der Anfeindungen in Krumau im April 1912 wegen des Verdachts auf Verführung einer Minderjährigen verhaftet. Trotz unbewiesener Schuld blieb er drei Tage in Arrest und zuvor 14 Tage in Untersuchungshaft. Nach Schiele wurde das international renommierte Egon Schiele Art Centrum benannt.

### Rainer Maria Rilke und Krumau
im Jahr 1895 schrieb der zwanzigjährige Rilke in Prag in seinem Beitrag "Böhmische Schlendertage" über Krumau:
“Wenn einmal ein Zufall, müßige Reiselust oder der Tod Ihrer verehrten Frau Erbtante Sie nach Südböhmen führt, lassen Sie es nicht verdrießen, einen Tag in dem malerisch gelegenen Städtchen Aufenthalt zu nehmen.”
In der Folge widmet sich der Dichter dem Schloss Český Krumlov, das er recht detailliert, aber mit ironischem Unterton und mit manchen Seitenhieben gegen den Adel schildert.

## Sonstiges
Der Asteroid des äußeren Hauptgürtels (2747) Český Krumlov ist nach der Stadt benannt.